# Luitingh-Sijthoff
Luitingh-Sijthoff 是一家設於荷兰的出版商。主要是在荷蘭語市场出售虛構作品和非虛構作品的书籍。它是附属於荷兰的企业集团NDC VBK。

## 历史
A.W.Sijthoff公司由阿尔伯特·威廉·賽特霍夫於1851年在莱顿成立；Luitingh則于1947年成立。 在1899年，當時翻译书籍贸易商佔有重要地位的賽特霍夫，反對荷兰成为《伯尔尼公约》的签署国。因为他认为国际版权的限制将阻碍该国的出版业。 在海牙新聞報（当时由Sijthoff家庭持有）發行一篇負面文章，文章內容是關於1980年代由一名荷蘭罪犯 Eef Hoos 擁有的債務催收機構商業活動後，賽特霍夫的辦公室遭到汽车炸弹。

## 關係分社
Luitingh-Sijthoff的書籍按照數個關係分社名字出版：Luitingh、Luitingh Fantasy、Mouria、Poema-Pocket、Sijthoff以及Uitgeverij L。

### Luitingh Fantasy
自從1992年建立後，Luitingh Fantasy已經成為荷蘭最大的推想小說以及奇幻文學出版商。出版的作者包括：雷蒙德·E·費斯特、泰瑞·古德坎、伯恩哈德·漢南、羅蘋·荷布、羅伯特·喬丹和喬治·R·R·馬丁。

### Poema-Pocket
Poema-Pocket是出版大眾平裝版書籍，如暢銷小說作者：派翠西亞·康薇爾、吉爾·曼塞爾以及丹妮爾·斯蒂爾。

### Uitgeverij L
自2005年起，Uitgeverij L（英語：Publishing House L）出版卡通、圖像小說以及漫畫（例如手塚治虫的作品）。

## 出版品
- 烽火危城
- 权力的游戏
- 劍刃風暴